# Epiplema quadripunctata
Epiplema quadripunctata är en fjärilsart som beskrevs av Alfred Ernest Wileman 1916. Epiplema quadripunctata ingår i släktet Epiplema och familjen Uraniidae. Inga underarter finns listade i Catalogue of Life.